# Liste des accidents ferroviaires en France en 1930
Pour des articles plus généraux, voir Liste des accidents ferroviaires en France, Liste des accidents ferroviaires en France au XXe siècle et Liste des accidents ferroviaires en France dans les années 1930.
La liste des accidents ferroviaires en France en 1930, est une liste non exhaustive, chronologique par mois.

## Février
- 11 février 1930 - Vers 7 heures, sur la ligne de Saint-Étienne à Roanne, à la sortie de la gare de Veauche - Saint-Galmier, l'express Paris – Saint-Étienne prend en écharpe sur un aiguillage un train de marchandises en cours de manœuvre n'ayant pas encore totalement dégagé la voie principale. La locomotive tamponneuse, dont le chauffeur est tué, est projetée hors des rails sur une maisonnette de garde-barrière dans laquelle elle écrase un enfant dormant dans son lit. L'accident fera aussi 9 blessés, dont 7 parmi les voyageurs[1].

## Avril
- 10 avril 1930 - Sur la ligne Besançon-Belfort, à la sortie du tunnel de Laissey, vers 9 heures 30, un train spécial de réservistes regagnant leurs foyers après une période d'instruction au camp du Valdahon, dont le passage n'a pas été annoncé au responsable d'un chantier de réfection de voie, aborde une portion dégarnie de ses rails et de ses traverses. La machine laboure le ballast et se couche contre la paroi rocheuse. Les deux voitures en bois qui la suivent viennent s'y encastrer. On en tirera huit morts et cinquante-sept blessés[2].

## Mai
- 31 mai 1930 - À 22 heures 28, sur la ligne Paris-Marseille, peu avant la gare de Montereau, le rapide Paris-Nice déraille en heurtant un « lorry »[a] déposé par malveillance sur la voie. La machine, le fourgon et les trois voitures de tête se couchent. On dénombrera sept morts et huit blessés graves[3].

## Juillet
- 27 juillet 1930 - À Andancette (Drôme), sur un passage à niveau de la ligne Lyon-Marseille resté ouvert, un train de marchandises pour Marseille pulvérise une automobile, tuant ses quatre occupants[4].

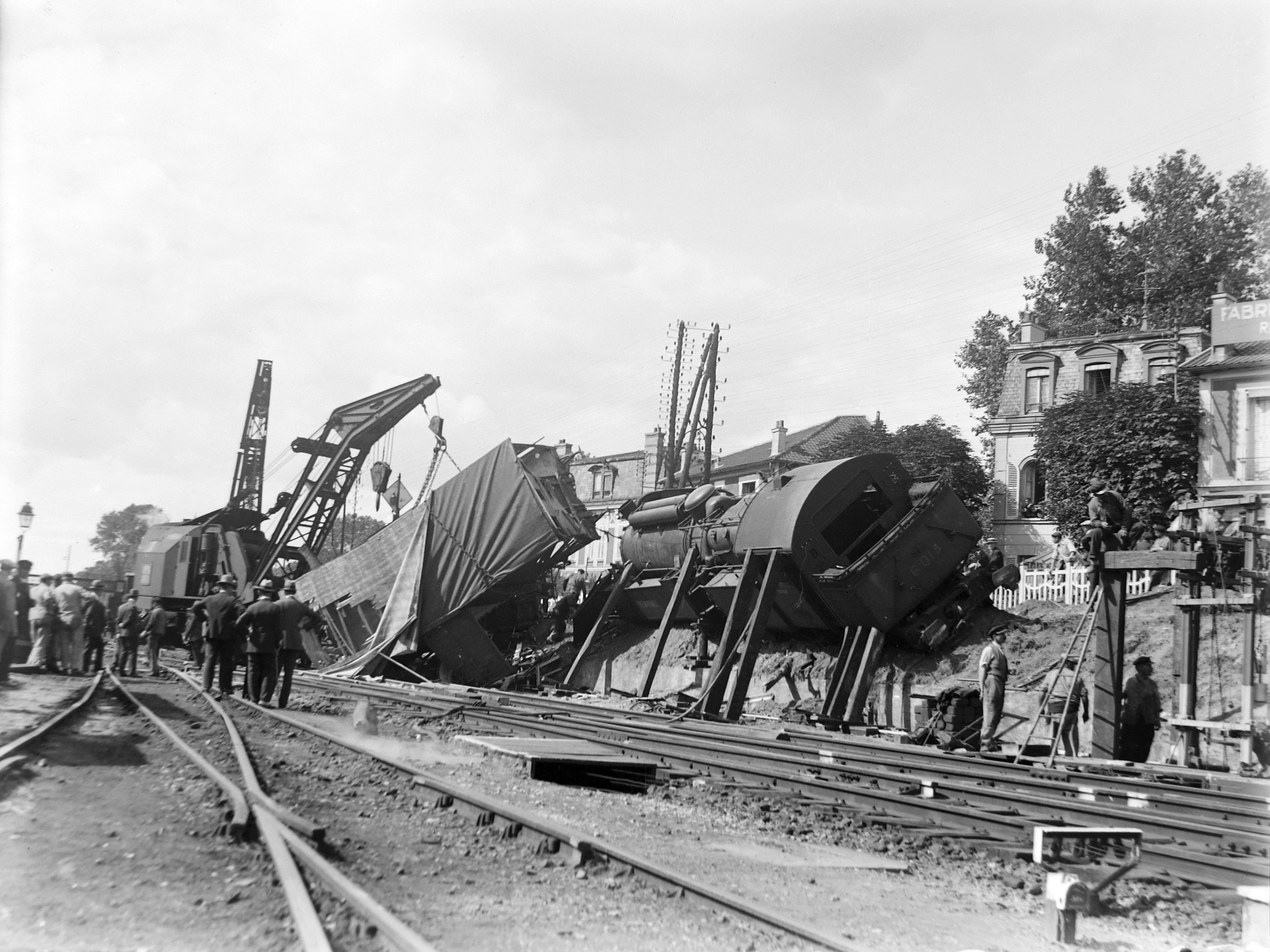
Déraillement de Maisons-Laffite le 5/8/1930.

## Août
- 5 août 1930 - Sur la ligne Paris-Mantes par Poissy, à la suite d'un probable acte de sabotage des signaux, vers 23 heures 45, un train de marchandises venant d'Achères est dirigé à pleine vitesse sur une voie de garage près de la gare de Maisons-Laffitte. Il défonce un heurtoir et déraille. Dans son fourgon de tête écrasé, le chef de train est tué. Le conducteur[b] du fourgon de queue est blessé. Les cheminots de la gare parviendront à arrêter un rapide venant de Trouville-Deauville quelques mètres avant qu'il ne percute l'amoncellement des débris[5].
- 16 août 1930 - À l'entrée de la gare de Saverne, sur la ligne Paris-Strasbourg, vers 7 heures, un train venant de Molsheim est heurté par une machine haut-le-pied en manœuvre. Les deux machines, un fourgon postal et deux voitures sont détruits. La collision fera un mort et plusieurs blessés parmi les postiers et les voyageurs[6].
- 18 août 1930 - Sur le réseau des mines de Creutzwald-la-Croix (Moselle), vers 13 heures 30, collision frontale sur une voie une courbe entre deux trains poussés par l'arrière, transportant l'un des mineurs, l'autre du charbon. De deux voitures disloquées on tirera cinq morts et quarante-cinq blessés[7].
- 31 août 1930 - Sur la ligne Le Mans-Paris, à 17 heures 10, en gare de Chartres, un express supplémentaire dont les freins ont lâché tamponne une machine haut-le-pied. La locomotive tamponneuse, le fourgon et une voiture de tête quittent les rails. Le chef de train et le mécanicien sont tués, le chauffeur et un voyageur sont gravement blessés, une quarantaine d'autres personnes sont contusionnées[8].

## Octobre
- 3 octobre 1930 - Vers 19 heures, à la sortie de la gare Saint-Lazare, une rame de matériel vide en attente de garage stationnant au niveau du pont-Cardinet est percutée par un train pour Mantes, dont le fourgon et la première voiture se télescopent dans le choc. Des voyageurs affolés descendent sur les voies et sont fauchés par une autre rame entrant en gare. On dénombrera quatre morts et trente blessés, dont quatre graves. Dans la foule se pressant en gare à l'annonce de l'accident, une personne mourra étouffée[9].
- 12 octobre 1930 - Sur le chemin de fer de l'est de Lyon, au passage à niveau du Lantey, à Passins, peu avant Morestel, un train venant de Lyon percute à 20 heures 30 un autocar assurant la liaison Lyon-Saint-Genix-d'Aoste, tuant quatre de ses passagers et en blessant une dizaine d'autres[10].
- 19 octobre 1930 - À Évreux, un lourd train de marchandises parti de la gare d'Evreux-Embranchement pour la desserte d'Evreux-Ville sur la ligne d'Acquigny déraille à l'approche de cette gare. Sa machine défonce un butoir et fait une chute de trois mètres. Le mécanicien est tué[11].
- 29 octobre 1930 - Vers 4 heures, sur la ligne Limoges- Périgueux, l'express Genève-Lyon-Bordeaux, tiré par deux locomotives, déraille près de la gare de Ligueux à la suite d'un affaissement de la voie causé par de fortes pluies. L'accident fera dix-sept morts (parmi lesquels trois Suisses[12]) et une quarantaine de blessés[13],[14].

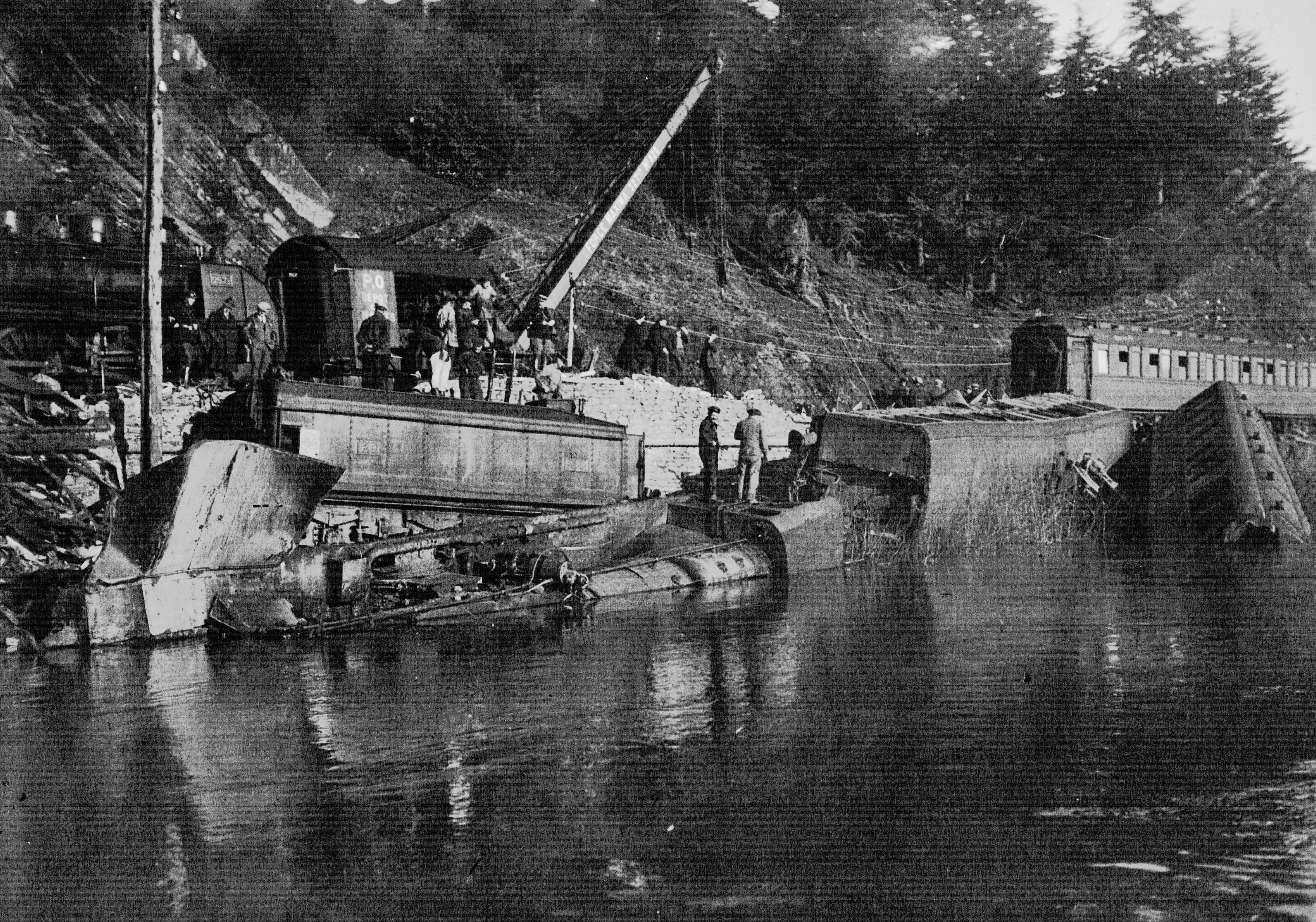
Catastrophe d'Ancenis

## Novembre
- 21 novembre 1930 - Sur la ligne Angers-Nantes, après Ancenis, à Oudon (Loire-Atlantique), vers 22 heures, une colline minée par les pluies s'effondre au passage du rapide Paris Nantes, dont la locomotive et deux voitures plongent dans la Loire. Le mécanicien sera noyé, une quinzaine de personnes seront blessées. Reconnue à risque, la portion de voie où a eu lieu l'accident était gardée, mais son surveillant avait été enseveli sous l'éboulement[15].